# Axel Bergkvist
Axel Bergkvist, född 1 juni 2000 i Insjön, Dalarna, är en svensk ishockeyspelare som spelar för Färjestad BK i SHL.